# 1207

## Esdeveniments
- Primera còpia conservada del poema del Cantar del mio Cid.[1]
- Comença l'expansió mongol del fill de Genguis Kan.
- Reobertura dels tractes comercials entre Pisa i Egipte
- Innocenci III renova les crides a la croada contra els heretges càtars (Croada albigesa).[2]

## Naixements
- 1 d'octubre: Winchester, Anglaterra: Enric III d'Anglaterra, rei d'Anglaterra (m. 1272).[3]